# Naruto: The Seventh Hokage and the Scarlet Spring
Naruto: The Seventh Hokage and the Scarlet Spring (NARUTO 外伝 〜七代目火影と緋色の花つ月〜 Naruto Gaiden: Nanadaime Hokage to Akairo no Hanatsuzuk?) (en español, Naruto historia especial: El séptimo Hokage y el mes de la primavera escarlata), es un manga derivado escrito e ilustrado por Masashi Kishimoto. Su trama, ambientada poco después del epílogo de la serie Naruto, se centra en Sarada Uchiha, una joven ninja en entrenamiento de un país llamado Hinokuni («Tierra de fuego»). A Sarada le preocupa la identidad de su padre ausente, Sasuke Uchiha, y si Sakura Uchiha es su madre biológica. Por lo que, Sarada emprende una búsqueda para confirmar sus orígenes, durante la cual se enfrenta a un grupo de personas que quieren matar a su padre.
Kishimoto desarrolló el manga para explorar más a fondo la relación de Sarada con sus padres, así como el matrimonio a distancia de Sasuke y Sakura. Este explica que tuvo dificultades para escribir Sarada porque no tiene experiencia en la representación de personajes femeninos. El manga fue un éxito comercial en Japón y América del Norte, encabezando las listas de este último en enero de 2016. Los periodistas de manga y anime elogiaron el papel de Sarada en el spin-off con su conexión con Sasuke y la ilustración del manga. Las escenas de acción del cómic obtuvieron una respuesta mixta de los críticos, mientras que los villanos generalmente fueron recibidos negativamente.

## Creación y lanzamiento
Masashi Kishimoto dijo que mientras creaba el manga, sintió la presión de estar a la altura de las expectativas establecidas por los lanzamientos de Naruto. Según Kishimoto, el tema principal del cómic es «los sentimientos están conectados». Una de las mayores dificultades que encontró al hacer el spin-off de Naruto fue desarrollar al personaje Sarada Uchiha; Kishimoto estaba preocupado por la forma en que la audiencia principalmente masculina de la franquicia respondería a un personaje principal femenino. Kishimoto investigó los rasgos visuales de las mujeres para seleccionar las características con las que representar la personalidad de Sarada. En cambio, le dio las características sobre las que había leído a Chocho Akimichi, otro personaje que aparece en el spin-off, para equilibrar la oscura historia de Sarada. Chocho fue pensada como un alivio cómico para los lectores.
Kishimoto quería desarrollar el vínculo entre Sarada y su madre, Sakura, y terminar el spin-off con el enfoque en la familia de Sarada. Originalmente planeó agregar flashbacks relacionados con Karin, pero en su lugar decidió usar las páginas restantes para enfatizar el vínculo de la familia Uchiha y representar los momentos antes de que Sasuke dejara a su esposa e hija. El autor pensó que este sería un final más apropiado para este spin-off.
El manga fue serializado en la revista Weekly Shōnen Jump de Shūeisha del 27 de abril al 6 de julio de 2015. Sus diez capítulos se recopilaron luego en un solo tankōbon el 4 de agosto de 2015. Viz Media anunció que había obtenido la licencia del manga para su publicación en línea en América del Norte el 9 de octubre de 2015 y lanzó el volumen el 5 de enero de 2016.

## Recepción
En su semana de lanzamiento, Naruto: The Seventh Hokage and the Scarlet Spring vendió 619,964 unidades en Japón; A septiembre de 2015, sus ventas alcanzaron un total de 956,387 unidades. En Norteamérica, el manga fue el volumen más vendido durante enero de 2016.
La representación de Sarada y su relación con sus padres fueron elogiadas por la crítica. Amy McNulty de Anime News Network le dio al manga una puntuación de «B+» debido al uso de Sarada como personaje principal. Dijo que Sarada era cautivadora debido a los rasgos que heredó de sus padres, y apreciaba la información adicional sobre la familia Uchiha. McNulty dijo que el autor logró «tocar algunos temas universales en su descripción de esta joven que realmente la hacen cobrar vida», y que dada la rareza de los personajes femeninos en el manga shōnen, fue «refrescante ver una estrella [....] en un manga de acción y ni una sola vez se objetivó o personificó estereotipos cansados». Daniel Quesada de Hobby Consolas elogió mucho la interpretación de Sarada debido a sus dudas sobre su propósito en la vida y su relación con su familia, que parecía eclipsar al propio Naruto. También apreció el papel de Chocho, ya que proporcionó un alivio cómico. Mientras elogiaba la interpretación de los personajes mayores, Manga News tenía opiniones encontradas sobre el personaje de Sarada debido a su angustia. Al igual que otros críticos, Christian Chiok de Japanator consideró la relación de Sasuke y Sarada como la mejor parte del volumen.
Si bien los críticos elogiaron la obra de arte del manga, las escenas de lucha recibieron respuestas mixtas y los villanos fueron en su mayoría criticados. Amy McNulty consideró atractivos los dibujos de Kishimoto. Daniel Quesada dijo que Shin Uchiha era una excusa para introducir a un enemigo en la historia, que se centra más en la familia Uchiha que en la violencia. Además de elogiar la obra de arte, los revisores de Internet Bookwatch y School Library Journal disfrutaron de la forma en que Kishimoto manejó las escenas de lucha mientras se enfocaba en el tema principal—las conexiones entre parientes como se ve desde el desarrollo de Sarada—. A pesar de estar ambientado después de los eventos de la serie principal de Naruto, The Scarlet Spring se ha calificado de apropiado para los recién llegados que no han leído volúmenes anteriores de la serie. Un escritor de Manga News encontró que el villano era lo suficientemente amenazante, considerando que el manga consta de un solo volumen en el que se puede contar la historia. Otro crítico del mismo sitio web escribió que si bien el manga no alcanzó la misma calidad que Naruto, aún presentaba temas entretenidos como la mayoría de edad de nuevos personajes porque los protagonistas anteriores ahora son padres. Al igual que Quesada, Christian Chiok encontró decepcionantes al villano y las peleas, y deseó que la nueva generación de personajes tuviera papeles más importantes que los adultos.

## Adaptación
La productora Studio Pierrot ha adaptado Naruto: The Seventh Hokage and the Scarlet Spring en un arco narrativo animado para la serie de televisión Boruto: Naruto Next Generations. Los episodios se emitieron entre el 9 de agosto de 2017 y el 6 de septiembre de 2017 (episodios 19 a 23). Los actores de voz que interpretaron a la familia Uchiha—Kokoro Kikuchi (Sarada), Noriaki Sugiyama (Sasuke) y Chie Nakamura (Sakura)—disfrutaron del desarrollo de los personajes porque formaron un vínculo familiar durante la historia. La serie fue muy aclamada por los críticos de anime y manga por su interpretación de los Uchiha como una familia agradable pero con defectos. Los críticos también apreciaron la relación de Sarada y Sasuke por la forma en que forman un vínculo. La banda de rock japonesa Scenarioart a cargo de interpretar el tema final de este arco de la historia recibió instrucciones de Pierrot para mostrar la relación distante pero afectuosa entre Sasuke y Sarada. Como resultado, aunque la letra a menudo menciona las despedidas que Sasuke y Sarada tuvieron, la intención era hacer que pareciera optimista, ya que están destinados a encontrarse una vez más.